# Lê Quang Xuân
Lê Quang Xuân là một sĩ quan cấp cao trong Quân đội nhân dân Việt Nam, hàm Trung tướng. Ông nguyên là Bí thư Đảng ủy, nguyên Chính ủy Học viện Lục quân.

## Thân thế và binh nghiệp
Trước năm 2014, ông là Chủ nhiệm Chính trị Quân đoàn 3.
Năm 2014, ông giữ chức Phó Chính ủy Quân đoàn 3.
Tháng 10 năm 2016, ông được bổ nhiệm làm Chính ủy Quân đoàn 3.
Năm 2017, ông được thăng quân hàm Thiếu tướng.
Tháng 4 năm 2018, ông được Quân ủy Trung ương bổ nhiệm giữ chức Chính ủy Học viện Lục quân
Tháng 4 năm 2021, ông được thăng quân hàm cấp trung tướng, chức vụ Chính uỷ Học viện lục quân.
Ngày 30/8/2022, ông nghĩ hưu.